# Dalbergia chlorocarpa
Espèce
Statut de conservation UICN

 VU A1acd+2cd : Vulnérable
Dalbergia chlorocarpa est une espèce de plantes à fleurs de la famille des Fabaceae.

## Publication originale
- Notulae Systematicae. Herbier du Museum de Paris 14(3): 183–184. 1951.